# Greg Boester
Gregory „Greg“ Boester (* 27. November 1968 in Los Angeles; † 29. Dezember 2023) war ein US-amerikanischer Skispringer.

## Werdegang
Sein internationales Debüt feierte Boester am 2. Dezember 1990 im Rahmen des Skisprung-Weltcups in Lake Placid. Nachdem er dabei jedoch nur Rang 59 erreichte und damit jenseits der Punkteränge landete, dauerte es bis zu seinem erneuten internationalen Auftritt mehr als zwei Jahre. Erst im Februar 1993 startete er als Teil der Nationalmannschaft bei der Nordischen Skiweltmeisterschaft im schwedischen Falun. Von der Normalschanze erreichte Boester dabei Rang 58, von der Großschanze Rang 50. Im März 1993 startete er in Lahti und Oslo nochmal im Weltcup, blieb jedoch erneut ohne Punkterfolge.
Trotz dieses Misserfolges gehörte er ein Jahr später zum Kader für die Olympischen Winterspiele 1994 in Lillehammer. Im Teamspringen erreichte er gemeinsam mit Randy Weber, Ted Langlois und Kurt Stein den 11. Platz. Es war sein letzter internationaler Auftritt.